# Contagem (beisebol)
No beisebol, a contagem refere-se ao número de bolas e strikes que um rebatedor tem em sua atual aparição na plate. É normalmente anunciado como um par de números; por exemplo, “3-0”, com o primeiro número sendo de bolas e o segundo de strikes. Uma contagem 3-2 — isto é, uma com o número máximo de bolas e strikes — é mencionada como uma contagem cheia (full count; ver abaixo). Uma contagem de 1-1 ou 2-2 é chamada "igual".
O árbitro da home plate sinalizará a conta com o número de bolas na sua mão esquerda, e o número de strikes na direita. (Por conseguinte, se lê o inverso quando do ponto de vista do arremessador.) Cada árbitro varia em com que freqüência dá esse sinal; muitas vezes é feito como uma lembrança quando há um pequeno atraso entre os arremessos (como o batedor saindo da caixa). Ele também pode fazer um sinal ao operador do placar de que uma conta incorreta está sendo mostrada. Alguns árbitros também podem dar a contagem verbalmente, embora normalmente só o rebatedor e o receptor possam ouvi-lo.
Uma parte importante das estatísticas do beisebol é medir quais contagens são mais prováveis a produzir resultados favoráveis para o arremessador ou o rebatedor. Contagens de 3-1 e 2-0 são consideradas "contagens do rebatedor", porque o arremessador muito provavelmente lançará uma bola na zona de strike, em particular uma bola rápida. Um tanto surpreendentemente, em geral, uma contagem 3-0 tende a render menos arremessos rebatíveis, dependendo da situação (os torcedores muitas vezes sugerem que isto se deve à relutância dos árbitros em chamar quatro bolas seguidas, desse modo, "relaxando" no quarto arremesso, tratando-o como tendo uma zona de strike maior). Muitas vezes, os batedores irão "tomar" (não swingar num) arremesso 3-0, visto que o arremessador já perdeu a zona de strike três vezes seguidas, e uma quarta daria ao batedor um walk. Contagens com dois strikes (exceto 3-2) são consideradas “contagens do arremessador”. Uma contagem 0-2 é muito favorável ao arremessador. Nessas contagens, o arremessador tem a liberdade de lançar um (ou às vezes dois) arremessos fora da zona de strike intencionalmente, numa tentativa de levar o batedor a "perseguir" o arremesso (swingar nele), e potencialmente o eliminar por strikeout.
Discutir quanto a se um arremesso foi bola ou strike (que é uma chamada de juízo pelo árbitro) é estritamente proibido pelas regras da Major League Baseball, e levará rapidamente a um aviso do árbitro. O jogador ou treinador podem ser expulsos do jogo se continuarem discutindo.

## Contagem cheia
Contagem cheia (full count) é o nome comum para uma contagem onde o rebatedor tem três bolas e dois strikes. O termo pode derivar de antigos placares, que tinham três espaços para bolas e dois para strikes, já que este é o número máximo que cada um pode ter antes que algo ocorra. Muitos placares ainda usam bulbos de luz com essa finalidade, e assim uma contagem 3-2 significa que todos os bulbos estão iluminados.
Outro strike contra o rebatedor resultará em seu strikeout, enquanto outra bola resultará em walk. Porém, um rebatedor pode manter os dois strikes indefinidamente batendo bolas de falta; portanto, uma contagem cheia nem sempre significa que só cinco arremessos foram lançados.
Um arremesso que é lançado com uma contagem cheia é às vezes chamado de payoff pitch, já que provavelmente será um bom arremesso para o batedor swingar nele. Com já três bolas, o arremessador não pode dar-se ao luxo de perder a zona de strike, que resultaria numa bola quatro e um walk para o batedor.
Corredores de base muitas vezes arrancarão com uma contagem cheia mesmo se eles não forem muito rápidos, especialmente com dois eliminados. O corredor ou corredores sempre estarão correndo com o arremesso se houver dois eliminados e uma situação envolvendo um corredor na primeira, primeira e segunda ou bases lotadas, já que eles não poderão ser pegos roubando ou queimados duplamente porque o batedor tomará um strikeout para acabar a entrada, andará forçando os corredores ou botará a bola em jogo.